# Valorisation de l'homme
La valorisation de l'homme est le pendant dialectique de la dévalorisation de l'homme. Bien que cette expression soit en principe consacrée à l'homme dans son acception générique en référence à l'être humain sans distinction de sexe, elle peut également être utilisée en référence aux discriminations sexuelles présentes au sein des sociétés humaines.